# Negenharrie
Negenharrie ist eine Gemeinde im Kreis Rendsburg-Eckernförde in Schleswig-Holstein.

## Geographie
Negenharrie liegt 6 km südöstlich von Bordesholm und grenzt an das 521 ha große Naturschutzgebiet Dosenmoor.
Das leicht hügelige Gebiet befindet sich am Rande der Region Holsteinische Schweiz zwischen dem in der letzten Eiszeit entstandenen Endmoränenzug am unteren Lauf der Eider und dem um Neumünster herum gelagerten Sander und Moorgebiet.
Ein Ortsteil von Negenharrie ist Fiefharrie. Zum Gemeindegebiet zählen außerdem die Ausbauten Kiebitz(berg), Loh, Negenharrier Moor und Gut Ovendorf.

## Name
Die Entstehung der Ortsnamen von Fiefharrie und Negenharrie ist nicht endgültig geklärt.
Im Altdänischen ist -harghe eine häufige Ortsbezeichnung und bedeutet Hügel. Damit wäre eine Lage auf einem Hügel bezeichnet. Allerdings liegt der Ort deutlich südlich der Eider und damit eher im sächsischen Sprachgebiet, in der näheren Umgebung fehlen typisch dänische Namensbestandteile wie ‚-by‘, ‚-lund‘und ‚-toft‘. Es ist auch fraglich, ob hargh überhaupt aldänisch ist
Im alt- und mittelniederdeutschen Sprachraum bedeutete das Wort Hor Schlamm oder Morast, abwertend auch Schmutz. Hore oder Hare stand als Bezeichnung für Schlamm-, Moor- oder Sumpfboden. Üblich ist die Erklärung, Negenharrie stehe für „neun Moorbauern“ und Fiefharrie für „fünf Moorbauern“.
Die Gemeindegebiete von Negenharrie und der Nachbargemeinde Großharrie (mit den Ortsteilen Kleinharrie, Kleinharrieredder und Großharriefeld) sind flacher und liegen tiefer als das östlich und nördlich angrenzende Hügelland und sind schlechter drainiert als das südlich benachbarte Tal der Schwale. Am ausgeprägtesten ist die stehende Feuchtigkeit im Dosenmoor. Eine gleichartige Namensherkunft weist Insel Harriersand in der Unterweser (In der Unterweser nannte man unbedeichte Inseln ‚Sand‘, Sandbänke hingegen ‚Plate‘.). Auch der Name von Hamburg-Harburg wird so erklärt. Das schwäbische Harburg liegt hingegen in einem engen Tal, mit wenig Platz für Feuchtgebiete.

## Geschichte
Im Jahre 1349 wurde Fiefharrie als Gripesharghe erstmals schriftlich erwähnt, 1387 wiederum als Gripesharghe erfasst. 1641 erschien der Name Vifharry im Verzeichnis des Bordesholmer Klosters. Gripes ist als Personenname anzusehen, wohl der Besitzer des bezeichneten Gehöfts. Warum 1641 in Vifharrie umbenannt wurde, ist nicht geklärt. Wahrscheinlich gab es inzwischen fünf Höfe (niederdeutsch fief) am Ort.
Im Jahre 1408 wurde Negenharrie als Kerstoffersharghe erstmals schriftlich erwähnt, 1434 als Christoffersharge aufgeführt, 1615 erschien dann die Ortsbezeichnung Negenharry. Kerstoffer bzw. Christoffer sind hier die Namen des entsprechenden Siedlers. Warum der Ort 1615 in Negenharrie umbenannt wurde, ist nicht bekannt. Anzunehmen ist die Anzahl von neun Höfen (niederdeutsch negen).
Der Siedlungsname Loh bezieht sich auf die mittelhochdeutsche Bezeichnung für Hain. Für die Germanen war Loh der Name ihrer heiligen Haine und Opferstätten. Der Siedlungsname Kiebitz dürfte seinen Ursprung bei dem (wohl ansässigen) gleichnamigen Sumpfvogel haben.
Nachdem sich 1330 die Mönche im Bordesholmer Kloster niedergelassen hatten, begannen sie mit dem Erwerb von abgabepflichtigen Ländereien. Im Jahre 1408 kaufte das Kloster Bordesholm für 540 Lübische Mark die Ansiedlung Kerstoffersharghe von dem Knappen Swyn von Qualen.
Im Jahre 1544 setzte König Christian III. von Dänemark die zweite Landesteilung von Schleswig-Holstein durch. Sein Halbbruder Johann erhielt den Haderslebener Teil und auch das Kloster Bordesholm. 1566 hob er im Zuge der Reformation das Kloster auf und zog in dessen Besitz ein. Es entstand das herzogliche Amt Bordesholm, das bis 1867 Bestand hatte. Nachdem um 1570 die abgabepflichtigen Höfe neu aufgestellt wurden, entfielen auf Negenharrie neun Hufen (Höfe), auf Fiefharrie fünf Hufen.
Im Jahre 1627 verlor Negenharrie im Zuge des Dreißigjährigen Krieges 26 Pferde und 111 Rinder an plündernde Kriegshorden. Dies entsprach fast dem gesamten Tierbestand der damaligen Zeit. Als weitere Plünderungen folgten, verarmten die Bewohner und hungerten.
Im Jahre 1672, nachdem rund 15 Jahre zuvor etwa 30.000 Mann der brandenburgischen, kaiserlichen und polnischen Truppen die Herzogtümer überflutet und beraubt hatten, stand es besonders schlecht um die Negenharrier Hufner. Fast das gesamte Amt Bordesholm galt als arm oder unvermögend.
Im Jahre 1682 gab es hauptsächlich Ackerbau (Roggen, Buchweizen, Hafer) und Viehzucht (Schweine). Die Schweine wurden zur Eichelmast in die Wälder getrieben; geheizt wurde mit Torf aus dem nahegelegenen Moor.
Durch den großen nordischen Krieg (1700–1720) wurde das Amt Bordesholm dann endgültig ruiniert. 1707 baten acht von neun ansässigen Hufnern aus Negenharrie um die Rückgabe ihrer bereits geleisteten Abgaben. Im Verlauf der folgenden Jahre traten Viehseuchen auf und wiederholt musste man sich um Abgabenfreiheit bemühen; allein zwischen 1755 und 1771 geschah dies sechs Mal.
Am 20. April 1777 kam es zum großen Dorfbrand von Negenharrie. Von 42 bestehenden Gebäuden brannten 34 vollständig ab, drei wurden durch den Brand beschädigt. Nur fünf Gebäude, darunter drei kleine Backhäuser, blieben von den Flammen verschont. Das Dorf wurde in den folgenden Jahren wieder aufgebaut, erholte sich aber nur langsam.
Die Eingemeindung von Fiefharrie nach Negenharrie erfolgte zum 1. April 1939.

## Religion
Ungefähr 66 % der Einwohner von Negenharrie sind evangelisch, nur etwa 3 % katholisch. Die Lutheraner gehören zur Kirchengemeinde St. Johannis Brügge im Kirchenkreis Altholstein der Evangelisch-Lutherischen Kirche in Norddeutschland. Für die wenigen Katholiken ist die Pfarrei Seliger Eduard Müller mit Sitz in Neumünster, Erzbistum Hamburg, zuständig, deren nächste Filialkirche St. Marien in Bordesholm ist.

## Politik

### Gemeindevertretung
Bei der Kommunalwahl am 14. Mai 2023 wurden insgesamt neun Sitze vergeben. Die Allgemeine freie Wählergemeinschaft Fiefharrie erhielt fünf Sitze und die Allgemeine Wählergemeinschaft Negenharrie erhielt vier Sitze.

### Wappen
Blasonierung: „Von Blau und Rot durch eine eingebogene silberne Spitze geteilt. Oben rechts eine silberne heraldische Lilie, oben links ein silberner Spaten, unten ein grüner gestürzter zwei-blättriger Lindenzweig.“
Die beiden Lindenblätter tragen neun bzw. fünf Querrippen und stehen so für die zusammengefügten Ortsteile Negenharrie (negen: niederdeutsch für „neun“) und Fiefharrie (fief: niederdeutsch für „fünf“).

## Kultur und Sehenswürdigkeiten
In Negenharrie und Fiefharrie gibt es mehrere Fachwerk- und Backsteinbauernhöfe, überwiegend aus dem 19. Jahrhundert.
Das Altenteilgebäude von Hof Schnack aus Negenharrie (1845) wurde gemeinsam mit dem Hof Schurbohm aus Großharrie im Freilichtmuseum Molfsee wieder aufgebaut.
Die große, sehr alte Lindenallee, direkt am Fiefharrier Dorfplatz, steht unter Natur- und Denkmalschutz.
In der Mühlenstraße findet sich die ehemalige Windmühle des Dorfes.

## Persönlichkeiten
- Herbert Blöcker (1943–2014), Vielseitigkeitsreiter, der bei drei Olympiastarts drei olympische Medaillen gewann, geboren im Ortsteil Fiefharrie.